# Comuni delle Marche
I comuni delle Marche sono i comuni italiani presenti nella regione Marche. Sono 225 e sono così suddivisi (al 17 giugno 2021):
- 47 alla provincia di Ancona
- 33 alla provincia di Ascoli Piceno
- 40 alla provincia di Fermo
- 55 alla provincia di Macerata
- 50 alla provincia di Pesaro e Urbino

## Lista
I dati relativi alla popolazione sono quelli risultanti dal censimento del 2011.
I dati indicati nella tabella tengono conto delle modifiche intervenute.
| Comune                     | Provincia       | Popolazione | Superficie (km2) |
| -------------------------- | --------------- | ----------- | ---------------- |
| Acqualagna                 | Pesaro e Urbino | 4 496       | 50,74            |
| Acquasanta Terme           | Ascoli Piceno   | 3 050       | 138,06           |
| Acquaviva Picena           | Ascoli Piceno   | 3 848       | 20,90            |
| Agugliano                  | Ancona          | 4 870       | 21,68            |
| Altidona                   | Fermo           | 3 234       | 12,93            |
| Amandola                   | Fermo           | 3 709       | 69,42            |
| Ancona                     | Ancona          | 101 118     | 123,71           |
| Apecchio                   | Pesaro e Urbino | 2 013       | 103,26           |
| Apiro                      | Macerata        | 2 421       | 53,65            |
| Appignano                  | Macerata        | 4 212       | 22,70            |
| Appignano del Tronto       | Ascoli Piceno   | 1 852       | 22,98            |
| Arcevia                    | Ancona          | 4 914       | 126,40           |
| Arquata del Tronto         | Ascoli Piceno   | 1 287       | 92,32            |
| Ascoli Piceno              | Ascoli Piceno   | 47 782      | 160,51           |
| Barbara                    | Ancona          | 1 408       | 10,83            |
| Belforte all'Isauro        | Pesaro e Urbino | 788         | 11,99            |
| Belforte del Chienti       | Macerata        | 1 860       | 15,93            |
| Belmonte Piceno            | Fermo           | 664         | 10,58            |
| Belvedere Ostrense         | Ancona          | 2 288       | 28,91            |
| Bolognola                  | Macerata        | 161         | 25,86            |
| Borgo Pace                 | Pesaro e Urbino | 643         | 55,95            |
| Cagli                      | Pesaro e Urbino | 9 013       | 226,16           |
| Caldarola                  | Macerata        | 1 839       | 29,09            |
| Camerano                   | Ancona          | 7 213       | 19,81            |
| Camerata Picena            | Ancona          | 2 419       | 11,64            |
| Camerino                   | Macerata        | 6 902       | 129,69           |
| Campofilone                | Fermo           | 1 951       | 12,11            |
| Camporotondo di Fiastrone  | Macerata        | 589         | 8,83             |
| Cantiano                   | Pesaro e Urbino | 2 356       | 83,10            |
| Carassai                   | Ascoli Piceno   | 1 116       | 22,33            |
| Carpegna                   | Pesaro e Urbino | 1 670       | 28,31            |
| Cartoceto                  | Pesaro e Urbino | 7 850       | 23,16            |
| Castel di Lama             | Ascoli Piceno   | 8 470       | 10,97            |
| Castelbellino              | Ancona          | 4 763       | 5,92             |
| Castelfidardo              | Ancona          | 18 645      | 32,70            |
| Castelleone di Suasa       | Ancona          | 1 702       | 15,83            |
| Castelplanio               | Ancona          | 3 482       | 15,07            |
| Castelraimondo             | Macerata        | 4 741       | 44,92            |
| Castelsantangelo sul Nera  | Macerata        | 310         | 70,71            |
| Castignano                 | Ascoli Piceno   | 2 947       | 38,89            |
| Castorano                  | Ascoli Piceno   | 2 322       | 14,08            |
| Cerreto d'Esi              | Ancona          | 3 967       | 16,60            |
| Cessapalombo               | Macerata        | 546         | 27,78            |
| Chiaravalle                | Ancona          | 14 858      | 17,39            |
| Cingoli                    | Macerata        | 10 509      | 147,98           |
| Civitanova Marche          | Macerata        | 42 692      | 45,80            |
| Colli al Metauro           | Pesaro e Urbino | 12 166      | 45,99            |
| Colli del Tronto           | Ascoli Piceno   | 3 566       | 5,94             |
| Colmurano                  | Macerata        | 1 278       | 11,17            |
| Comunanza                  | Ascoli Piceno   | 3 204       | 54,04            |
| Corinaldo                  | Ancona          | 5 106       | 48,32            |
| Corridonia                 | Macerata        | 15 322      | 62,02            |
| Cossignano                 | Ascoli Piceno   | 1 015       | 15,05            |
| Cupra Marittima            | Ascoli Piceno   | 5 378       | 17,19            |
| Cupramontana               | Ancona          | 4 838       | 26,89            |
| Esanatoglia                | Macerata        | 2 147       | 47,82            |
| Fabriano                   | Ancona          | 30 228      | 269,61           |
| Falconara Marittima        | Ancona          | 26 710      | 25,46            |
| Falerone                   | Fermo           | 3 395       | 24,53            |
| Fano                       | Pesaro e Urbino | 60 925      | 121,27           |
| Fermignano                 | Pesaro e Urbino | 8 615       | 43,27            |
| Fermo                      | Fermo           | 36 905      | 124,17           |
| Fiastra                    | Macerata        | 700         | 84,28            |
| Filottrano                 | Ancona          | 9 622       | 70,25            |
| Fiuminata                  | Macerata        | 1 497       | 76,67            |
| Folignano                  | Ascoli Piceno   | 9 302       | 14,77            |
| Force                      | Ascoli Piceno   | 1 428       | 34,19            |
| Fossombrone                | Pesaro e Urbino | 9 858       | 106,68           |
| Francavilla d'Ete          | Fermo           | 1 009       | 10,24            |
| Fratte Rosa                | Pesaro e Urbino | 1 017       | 15,60            |
| Frontino                   | Pesaro e Urbino | 313         | 10,74            |
| Frontone                   | Pesaro e Urbino | 1 348       | 36,01            |
| Gabicce Mare               | Pesaro e Urbino | 5 845       | 4,85             |
| Gagliole                   | Macerata        | 655         | 24,06            |
| Genga                      | Ancona          | 1 875       | 72,35            |
| Gradara                    | Pesaro e Urbino | 4 758       | 17,52            |
| Grottammare                | Ascoli Piceno   | 15 615      | 17,66            |
| Grottazzolina              | Fermo           | 3 287       | 9,25             |
| Gualdo                     | Macerata        | 868         | 22,11            |
| Isola del Piano            | Pesaro e Urbino | 635         | 23,05            |
| Jesi                       | Ancona          | 39 992      | 107,72           |
| Lapedona                   | Fermo           | 1 175       | 14,81            |
| Loreto                     | Ancona          | 12 533      | 17,69            |
| Loro Piceno                | Macerata        | 2 481       | 32,49            |
| Lunano                     | Pesaro e Urbino | 1 528       | 14,62            |
| Macerata                   | Macerata        | 41 200      | 92,73            |
| Macerata Feltria           | Pesaro e Urbino | 2 072       | 40,23            |
| Magliano di Tenna          | Fermo           | 1 426       | 7,82             |
| Maiolati Spontini          | Ancona          | 6 175       | 21,42            |
| Maltignano                 | Ascoli Piceno   | 2 483       | 8,16             |
| Massa Fermana              | Fermo           | 1 002       | 7,74             |
| Massignano                 | Ascoli Piceno   | 1 655       | 16,35            |
| Matelica                   | Macerata        | 10 178      | 81,04            |
| Mercatello sul Metauro     | Pesaro e Urbino | 1 437       | 68,59            |
| Mercatino Conca            | Pesaro e Urbino | 1 108       | 14,47            |
| Mergo                      | Ancona          | 1 083       | 7,26             |
| Mogliano                   | Macerata        | 4 773       | 29,26            |
| Mombaroccio                | Pesaro e Urbino | 2 134       | 28,22            |
| Mondavio                   | Pesaro e Urbino | 3 929       | 29,48            |
| Mondolfo                   | Pesaro e Urbino | 11 735      | 22,69            |
| Monsampietro Morico        | Fermo           | 682         | 9,62             |
| Monsampolo del Tronto      | Ascoli Piceno   | 4 563       | 15,49            |
| Monsano                    | Ancona          | 3 353       | 14,29            |
| Montalto delle Marche      | Ascoli Piceno   | 2 260       | 34,11            |
| Montappone                 | Fermo           | 1 749       | 10,37            |
| Monte Cavallo              | Macerata        | 149         | 38,62            |
| Monte Cerignone            | Pesaro e Urbino | 678         | 18,04            |
| Monte Giberto              | Fermo           | 815         | 12,67            |
| Monte Grimano Terme        | Pesaro e Urbino | 1 166       | 24,01            |
| Monte Porzio               | Pesaro e Urbino | 2 802       | 18,36            |
| Monte Rinaldo              | Fermo           | 397         | 7,78             |
| Monte Roberto              | Ancona          | 3 026       | 13,51            |
| Monte San Giusto           | Macerata        | 8 071       | 19,99            |
| Monte San Martino          | Macerata        | 792         | 18,50            |
| Monte San Pietrangeli      | Fermo           | 2 547       | 18,29            |
| Monte San Vito             | Ancona          | 6 706       | 21,63            |
| Monte Urano                | Fermo           | 8 283       | 16,72            |
| Monte Vidon Combatte       | Fermo           | 459         | 10,91            |
| Monte Vidon Corrado        | Fermo           | 777         | 5,99             |
| Montecalvo in Foglia       | Pesaro e Urbino | 2 700       | 18,24            |
| Montecarotto               | Ancona          | 2 080       | 24,08            |
| Montecassiano              | Macerata        | 7 185       | 32,99            |
| Montecosaro                | Macerata        | 6 918       | 21,68            |
| Montedinove                | Ascoli Piceno   | 505         | 11,90            |
| Montefalcone Appennino     | Fermo           | 445         | 15,98            |
| Montefano                  | Macerata        | 3 555       | 34,12            |
| Montefelcino               | Pesaro e Urbino | 2 726       | 38,69            |
| Montefiore dell'Aso        | Ascoli Piceno   | 2 180       | 28,07            |
| Montefortino               | Fermo           | 1 214       | 78,31            |
| Montegallo                 | Ascoli Piceno   | 573         | 48,59            |
| Montegiorgio               | Fermo           | 6 965       | 47,41            |
| Montegranaro               | Fermo           | 13 153      | 31,25            |
| Montelabbate               | Pesaro e Urbino | 6 719       | 19,60            |
| Monteleone di Fermo        | Fermo           | 436         | 8,13             |
| Montelparo                 | Fermo           | 861         | 21,56            |
| Montelupone                | Macerata        | 3 658       | 32,74            |
| Montemarciano              | Ancona          | 10 110      | 22,09            |
| Montemonaco                | Ascoli Piceno   | 635         | 67,61            |
| Monteprandone              | Ascoli Piceno   | 12 211      | 26,38            |
| Monterubbiano              | Fermo           | 2 351       | 32,14            |
| Montottone                 | Fermo           | 1 011       | 16,44            |
| Moresco                    | Fermo           | 605         | 6,32             |
| Morro d'Alba               | Ancona          | 1 977       | 19,12            |
| Morrovalle                 | Macerata        | 10 287      | 42,60            |
| Muccia                     | Macerata        | 929         | 25,65            |
| Numana                     | Ancona          | 3 716       | 10,74            |
| Offagna                    | Ancona          | 1 880       | 10,53            |
| Offida                     | Ascoli Piceno   | 5 215       | 49,22            |
| Ortezzano                  | Fermo           | 791         | 6,99             |
| Osimo                      | Ancona          | 34 907      | 105,42           |
| Ostra                      | Ancona          | 6 743       | 46,59            |
| Ostra Vetere               | Ancona          | 3 471       | 29,87            |
| Palmiano                   | Ascoli Piceno   | 214         | 12,57            |
| Pedaso                     | Fermo           | 2 771       | 3,65             |
| Peglio                     | Pesaro e Urbino | 735         | 20,20            |
| Penna San Giovanni         | Macerata        | 1 154       | 28,18            |
| Pergola                    | Pesaro e Urbino | 6 555       | 113,46           |
| Pesaro                     | Pesaro e Urbino | 95 923      | 152,81           |
| Petriano                   | Pesaro e Urbino | 2 814       | 11,32            |
| Petriolo                   | Macerata        | 1 977       | 15,63            |
| Petritoli                  | Fermo           | 2 440       | 23,76            |
| Piandimeleto               | Pesaro e Urbino | 2 146       | 39,96            |
| Pietrarubbia               | Pesaro e Urbino | 689         | 13,05            |
| Pieve Torina               | Macerata        | 1 483       | 74,85            |
| Piobbico                   | Pesaro e Urbino | 2 109       | 48,16            |
| Pioraco                    | Macerata        | 1 250       | 19,48            |
| Poggio San Marcello        | Ancona          | 731         | 13,53            |
| Poggio San Vicino          | Macerata        | 297         | 12,91            |
| Pollenza                   | Macerata        | 6 583       | 39,47            |
| Polverigi                  | Ancona          | 4 327       | 24,63            |
| Ponzano di Fermo           | Fermo           | 1 708       | 14,38            |
| Porto Recanati             | Macerata        | 11 495      | 17,32            |
| Porto San Giorgio          | Fermo           | 15 957      | 8,58             |
| Porto Sant'Elpidio         | Fermo           | 25 324      | 18,14            |
| Potenza Picena             | Macerata        | 15 843      | 47,62            |
| Rapagnano                  | Fermo           | 2 044       | 12,49            |
| Recanati                   | Macerata        | 21 416      | 102,77           |
| Ripatransone               | Ascoli Piceno   | 4 341       | 74,16            |
| Ripe San Ginesio           | Macerata        | 860         | 10,11            |
| Roccafluvione              | Ascoli Piceno   | 2 061       | 60,81            |
| Rosora                     | Ancona          | 1 988       | 9,42             |
| Rotella                    | Ascoli Piceno   | 936         | 27,20            |
| San Benedetto del Tronto   | Ascoli Piceno   | 47 277      | 25,31            |
| San Costanzo               | Pesaro e Urbino | 4 841       | 40,70            |
| San Ginesio                | Macerata        | 3 644       | 77,72            |
| San Lorenzo in Campo       | Pesaro e Urbino | 3 496       | 28,69            |
| San Marcello               | Ancona          | 2 069       | 25,52            |
| San Paolo di Jesi          | Ancona          | 902         | 10,07            |
| San Severino Marche        | Macerata        | 13 018      | 193,77           |
| Santa Maria Nuova          | Ancona          | 4 199       | 11,80            |
| Santa Vittoria in Matenano | Fermo           | 1 422       | 27,43            |
| Sant'Angelo in Pontano     | Macerata        | 1 483       | 50,37            |
| Sant'Angelo in Vado        | Pesaro e Urbino | 4 107       | 19,74            |
| Sant'Elpidio a Mare        | Fermo           | 16 968      | 50,52            |
| Sant'Ippolito              | Pesaro e Urbino | 1 574       | 25,97            |
| Sarnano                    | Macerata        | 3 367       | 62,94            |
| Sassocorvaro Auditore      | Pesaro e Urbino | 5 080       | 86,82            |
| Sassoferrato               | Ancona          | 7 532       | 135,21           |
| Sefro                      | Macerata        | 431         | 42,31            |
| Senigallia                 | Ancona          | 44 626      | 115,77           |
| Serra de' Conti            | Ancona          | 3 722       | 24,52            |
| Serra San Quirico          | Ancona          | 2 967       | 49,12            |
| Serra Sant'Abbondio        | Pesaro e Urbino | 1 099       | 32,78            |
| Serrapetrona               | Macerata        | 1 008       | 37,56            |
| Serravalle di Chienti      | Macerata        | 1 085       | 95,81            |
| Servigliano                | Fermo           | 2 347       | 18,46            |
| Sirolo                     | Ancona          | 3 856       | 16,68            |
| Smerillo                   | Fermo           | 389         | 11,31            |
| Spinetoli                  | Ascoli Piceno   | 7 108       | 12,41            |
| Staffolo                   | Ancona          | 2 290       | 27,66            |
| Tavoleto                   | Pesaro e Urbino | 894         | 11,99            |
| Tavullia                   | Pesaro e Urbino | 7 866       | 42,33            |
| Terre Roveresche           | Pesaro e Urbino | 5 624       | 70,54            |
| Tolentino                  | Macerata        | 20 336      | 94,86            |
| Torre San Patrizio         | Fermo           | 2 078       | 11,92            |
| Trecastelli                | Ancona          | 7 577       | 38,66            |
| Treia                      | Macerata        | 9 745       | 93,07            |
| Urbania                    | Pesaro e Urbino | 7 077       | 77,79            |
| Urbino                     | Pesaro e Urbino | 15 501      | 228,07           |
| Urbisaglia                 | Macerata        | 2 712       | 22,80            |
| Ussita                     | Macerata        | 420         | 55,22            |
| Valfornace                 | Macerata        | 1 051       | 48,55            |
| Vallefoglia                | Pesaro e Urbino | 14 814      | 94,87            |
| Venarotta                  | Ascoli Piceno   | 2 146       | 30,01            |
| Visso                      | Macerata        | 1 180       | 99,89            |

## Comuni più densamente popolati
I primi 50 comuni delle Marche per densità di popolazione al 30 novembre 2019
| Pos. | Città                    | Provincia     | Popolazione (ab) | Area (km²) | Densità (ab/km²) |
| 1    | San Benedetto del Tronto | Ascoli Piceno | 47 277           | 25,41      | 1 861            |
| 2    | Porto San Giorgio        | Fermo         | 16 050           | 8,79       | 1 826            |
| 3    | Porto Sant'Elpidio       | Fermo         | 26 362           | 18,13      | 1 454            |
| 4    | Gabicce Mare             | Pesaro Urbino | 5 716            | 4,94       | 1 157            |
| 5    | Falconara Marittima      | Ancona        | 25 794           | 25,82      | 999              |
| 6    | Civitanova Marche        | Macerata      | 42 692           | 46,07      | 927              |
| 7    | Grottammare              | Ascoli Piceno | 16 124           | 18,00      | 896              |
| 8    | Castelbellino            | Ancona        | 5 067            | 6,05       | 838              |
| 9    | Chiaravalle              | Ancona        | 14 722           | 17,60      | 836              |
| 10   | Ancona                   | Ancona        | 101 118          | 124,84     | 810              |
| 11   | Castel di Lama           | Ascoli Piceno | 8 540            | 10,98      | 778              |
| 12   | Pesaro                   | Pesaro Urbino | 95 314           | 126,77     | 752              |
| 13   | Pedaso                   | Fermo         | 2 837            | 3,85       | 737              |
| 14   | Porto Recanati           | Macerata      | 12 397           | 17,25      | 719              |
| 15   | Loreto                   | Ancona        | 12 717           | 17,90      | 710              |
| 16   | Mondolfo                 | Pesaro Urbino | 14 358           | 22,82      | 629              |
| 17   | Colli del Tronto         | Ascoli Piceno | 3 673            | 5,94       | 618              |
| 18   | Folignano                | Ascoli Piceno | 9 113            | 14,86      | 613              |
| 19   | Castelfidardo            | Ancona        | 18 613           | 33,39      | 577              |
| 20   | Spinetoli                | Ascoli Piceno | 7 264            | 12,58      | 577              |
| 21   | Fano                     | Pesaro Urbino | 60 925           | 121,84     | 500              |
| 22   | Monteprandone            | Ascoli Piceno | 12 747           | 26,38      | 483              |
| 23   | Monte Urano              | Fermo         | 8 092            | 17,72      | 457              |
| 24   | Macerata                 | Macerata      | 41 200           | 92,53      | 445              |
| 25   | Montemarciano            | Ancona        | 9 871            | 22,31      | 442              |

## Modifiche recenti
Con L. n. 147 dell'11 giugno 2004 è stata istituita, a decorrere dal 12 luglio 2009, la provincia di Fermo, mediante scorporo di territorio dalla provincia di Ascoli Piceno.
Con L. n. 117 del 3 agosto 2009 i comuni di Casteldelci, Maiolo, Novafeltria, Pennabilli, San Leo, Sant'Agata Feltria e Talamello sono passati, con decorrenza 15 agosto 2009, dalle Marche (provincia di Pesaro e Urbino) all'Emilia-Romagna (provincia di Rimini).
Con le leggi regionali n. 18 del 22 luglio 2013 e 47 del 13 dicembre 2013 sono stati istituiti, a decorrere dal 1º gennaio 2014, i comuni di Trecastelli (mediante la fusione dei comuni di Castel Colonna, Monterado e Ripe) e il comune di Vallefoglia (mediante la fusione dei comuni di Colbordolo e Sant'Angelo in Lizzola).
Con L.R. n. 25 del 24 ottobre 2016 è stata disposta, a decorrere dal 1º gennaio 2017, l'incorporazione del comune di Acquacanina in quello di Fiastra.
Con le leggi regionali n. 28 e 29 del 7 dicembre 2016 e 34 del 22 dicembre 2016 sono stati istituiti, a decorrere dal 1º gennaio 2017, i comuni di Terre Roveresche (mediante la fusione dei comuni di Barchi, Orciano di Pesaro, Piagge e San Giorgio di Pesaro), il comune di Colli al Metauro (mediante la fusione dei comuni di Montemaggiore al Metauro, Saltara e Serrungarina) e il comune di Valfornace (mediante la fusione dei comuni di Fiordimonte e Pievebovigliana).
Con L.R. n. 47 del 12 dicembre 2018 è stato istituito, a decorrere dal 1º gennaio 2019, il comune di Sassocorvaro Auditore, mediante la fusione dei comuni di Sassocorvaro e Auditore.
Con L.R. n. 8 del 5 marzo 2020 è stata disposta, a decorrere dal 1º luglio 2020, l'incorporazione del comune di Monteciccardo in quello di Pesaro.
Con L. n. 84 del 28 maggio 2021 i comuni di Montecopiolo e Sassofeltrio sono passati, con decorrenza 17 giugno 2021, dalle Marche (provincia di Pesaro e Urbino) all'Emilia-Romagna (provincia di Rimini).